# Liste der Naturdenkmale in Reichenbach im Vogtland
Die Liste der Naturdenkmale in Reichenbach im Vogtland nennt die Naturdenkmale der Stadt Reichenbach im Vogtland im sächsischen Vogtlandkreis.

## Definition
„Naturdenkmäler sind rechtsverbindlich festgesetzte Einzelschöpfungen der Natur oder entsprechende Flächen bis zu fünf Hektar, deren besonderer Schutz erforderlich ist
1. aus wissenschaftlichen, naturgeschichtlichen oder landeskundlichen Gründen oder
2. wegen ihrer Seltenheit, Eigenart oder Schönheit.“

„§ 18 – Naturdenkmäler – (zu § 28 BNatSchG)
(1) Die Erklärung nach § 22 Abs. 1 BNatSchG von Teilen von Natur und Landschaft als Naturdenkmal erfolgt durch Rechtsverordnung oder Einzelanordnung.
(2) Über § 28 Abs. 1 BNatSchG hinaus können Naturdenkmäler zur Sicherung von Lebensgemeinschaften oder Lebensstätten von im Bestand gefährdeten oder streng geschützten Arten festgesetzt werden.“

## Liste
Diese Auflistung unterscheidet zwischen Flächennaturdenkmalen (FND) mit einer Fläche bis zu 5 ha (bei Verordnung nach DDR-Recht auch mehr) und Einzel-Naturdenkmalen (ND).
Link zu einem Kartenansichtstool, um Koordinaten zu setzen.
| Bild                          | Bezeichnung                               | Lage                                        | Beschreibung | Datum                                                           | Nummer |
| ----------------------------- | ----------------------------------------- | ------------------------------------------- | ------------ | --------------------------------------------------------------- | ------ |
| BW                            | Baumbestand im ehemaligen Schlosspark     | Friesen (50° 38′ 17,9″ N, 12° 16′ 17,8″ O)  | FND.         | laut Stadtentwicklungskonzept 2011; nicht im Geoportal markiert | 4      |
| BW                            | Eichen (2) am Erbbegräbnis Metsch Friesen | Friesen (50° 38′ 23″ N, 12° 16′ 49,9″ O)    |              | 1975                                                            | 7a     |
| BW                            | Eiche Friesen                             | Friesen (50° 38′ 27,8″ N, 12° 16′ 53,5″ O)  |              | 1975                                                            | 7b     |
| BW                            | Lindengruppe Friesen                      | Friesen (50° 38′ 19,7″ N, 12° 16′ 31,9″ O)  |              | 1975                                                            | 8      |
| BW                            | Waldgrund Friesen                         | Friesen (50° 41′ 15,4″ N, 12° 23′ 16,1″ O)  | FND.         | 1982                                                            | 1      |
| BW                            | Weinleithe Mylau                          | Mylau (50° 37′ 26,7″ N, 12° 15′ 37,4″ O)    | FND.         | 2001                                                            | 3      |
| mehr Fotos \| Fotos hochladen | Alaunschieferbruch Mühlwand Rotschau      | Rotschau (50° 35′ 58,8″ N, 12° 17′ 23,4″ O) |              | 1957                                                            | 10     |
| BW                            | Kleinstweiher Bombentrichter              | Rotschau (50° 36′ 18,4″ N, 12° 16′ 48″ O)   |              | laut Stadtentwicklungskonzept 2011; nicht im Geoportal markiert | 6      |
| BW                            | Kleinstweiher ehem. Schwermaschinenbau    | Rotschau (50° 36′ 12,6″ N, 12° 16′ 57″ O)   |              | laut Stadtentwicklungskonzept 2011; nicht im Geoportal markiert | 5      |
| BW                            | Liegende Falte Rotschau                   | Rotschau (50° 36′ 7″ N, 12° 17′ 4,3″ O)     |              | 1957                                                            | 9      |
| BW                            | Wiesenteiche Rotschau                     | Rotschau (50° 36′ 15,1″ N, 12° 17′ 47,9″ O) | FND.         | 1990                                                            | 2      |